# Anselme Bucher de Chauvigné
Pour les articles homonymes, voir Bucher de Chauvigné.
Anselme (Marie) Bucher de Chauvigné, né le 17 mai 1834 à Angers en Maine-et-Loire, mort le 22 août 1910 à Meudon, est un homme de lettres français du XIXe siècle.

## Biographie
Fils de Gustave Bucher de Chauvigné (1802-1866) et de Mélanie-Gabrilelle de la Motte-Baracé de Senonnes. Beau-frère de Raoul de Vexiau (1841-1929).
Fervent catholique, issu d'une famille de l'Anjou anoblie par la désignation en 1781 de son grand père Anselme René Bucher de Chauvigné comme maire d'Angers, il passe ses jeunes années au château du Port à Grez-Neuville, dont son père Gustave Bucher de Chauvigné est le maire.
Étudiant à Paris en 1855, il est membre de la Société de Saint-Vincent-de-Paul et membre fondateur du patronage Notre-Dame de Nazareth,,, président de l’œuvre St Joseph de la Faye en 1867. Membre de l’Œuvre des cercles catholiques d’ouvriers de Maurice Maignen.

### Écrivain
Il est l'auteur de nombreux livres, de saynètes et comédies, de petites pièces de théâtre pour jeunes gens, dit "théâtre d’éducation" à l’usage des réunions de jeunes gens, maisons d’éducation, cercles catholiques. Il évolue dans le mouvement du catholicisme social en France et des rassemblements du monde catholique charitable.
En 1864, il publie; De la Liberté et de la souveraineté de l'homme, ou la Raison du sacrifice, en 1867, Considérations sur le droit divin des rois, la charte de 1814 et les traités de 1815.
En 1876, il publie un recueil dramatique de sept pièces, comédie en un ou deux actes : La Saint Augustin ; Les suites d’une faute ; L’équipée ; Devant l’ennemi ; La dernière lettre ; Les deux robinsons du château noir ; La fête du directeur, et publie en 1879 Une conversion sous Dioclétien, un drame en trois actes, puis en 1885 L'hotel de la boule-noire ; comédie en un acte.

### Guerre de 1870
En 1870, il est sous-intendant militaire (adjoint de 2e classe, au titre de l’armée auxiliaire et pour la durée de la guerre). Il rédige en 1875 un Rapport sur le service de l'évacuation des militaires blessés et malades à Lyon et en France en 1870, présenté à M. l'Intendant de 1re classe Génin.
En novembre 1875, il publie; Associations ouvrières, patronages et cercles catholiques, leur but, leur organisation, leurs résultats.

### Le Gentleman Prestidigitateur

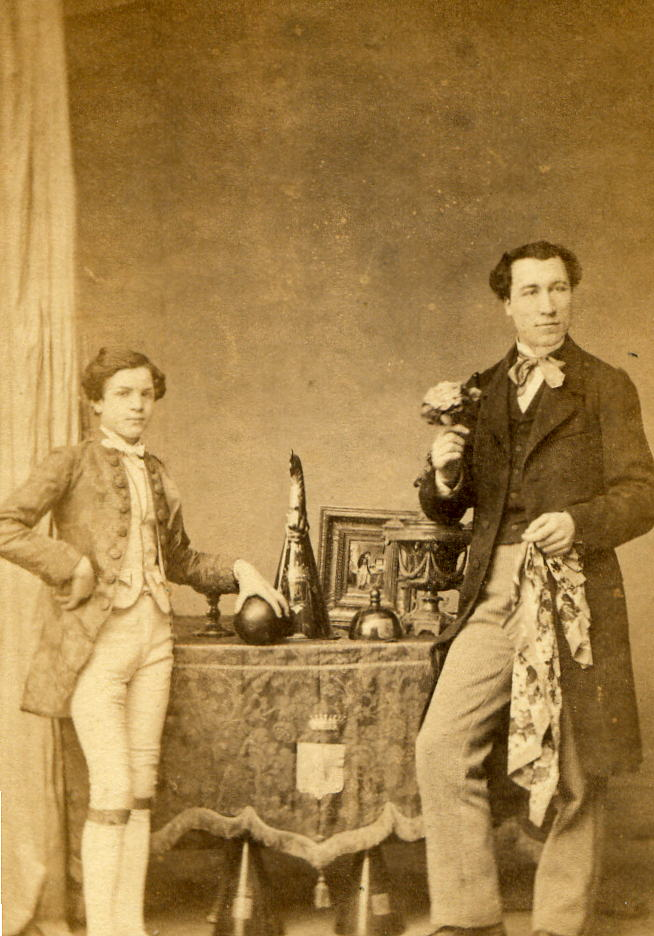
Anselme Bucher de Chauvigné prestidigitateur vers 1860.

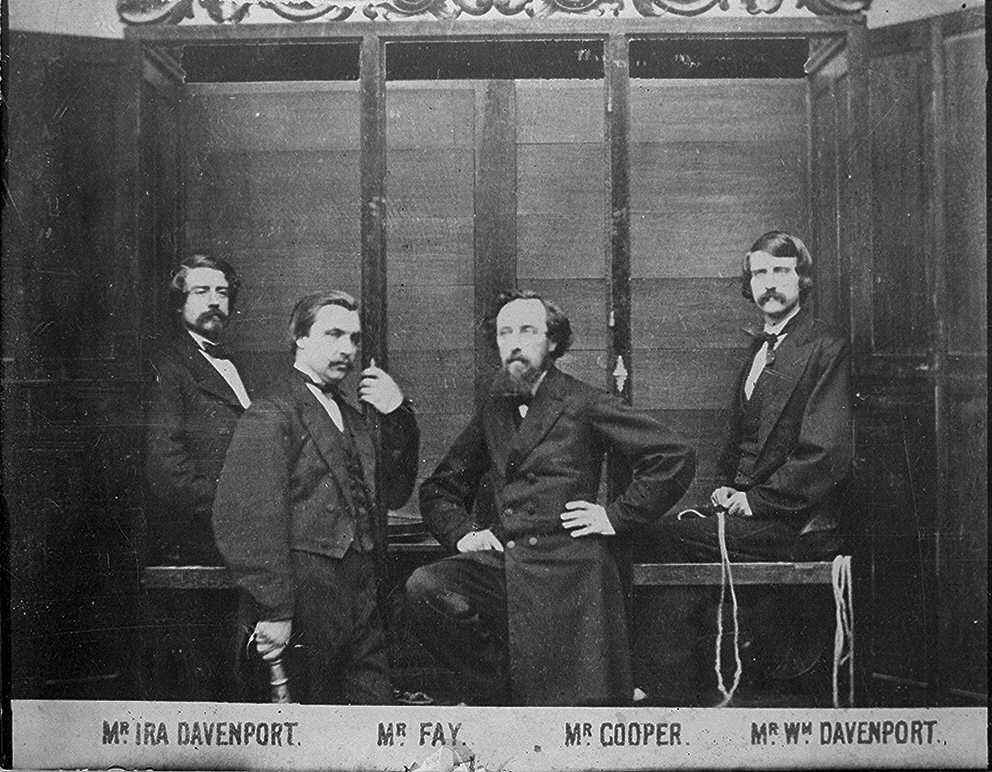
Les frères Davenport en 1870.

À partir de 1865, il fréquente les salons artistiques et littéraires de la société parisienne, où il est reconnu pour ses talents de prestidigitateur. Il participe à de nombreuses ventes de charité, des soirées et matinées organisées pour rassembler des fonds pour les pauvres, il reproduit entre autres, pour les discréditer, l’exercice de spiritisme et de somnambulisme des Frères Davenport, un duo de magiciens spirites américains célèbres à cette période.
En 1872, il est membre des comités catholiques de France, membre du comité d’initiative du projet de fondation pour un théâtre nouveau, de la Société pour l’amélioration du théâtre en France.

### Employé au Sénat de 1876 à 1887
Il est employé au Sénat en 1876 comme sous-chef au Bureau de l’expédition des lois et des procès-verbaux, qu'il quitte en 1887.

### Légitimiste
Il participe et préside des manifestations légitimistes à Paris en 1879 et 1884.

### L'hospitalité de Nuit

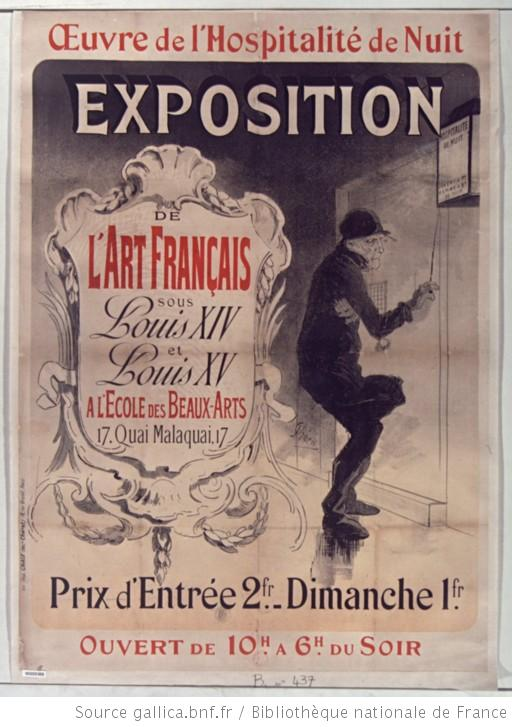
Œuvre de l'Hospitalité de Nuit 1888, affiche de Cheret.

En 1883, il est membre du conseil d’administration de l'Œuvre de l'hospitalité de nuit, société philanthropique parisienne, c'est un proche du Baron de Livois, le président-fondateur de l’œuvre.

### Décorations
Anselme Bucher de Chauvigné est nommé au grade de Chevalier de la Légion d'honneur le 1er janvier 1887.

### Administrateur

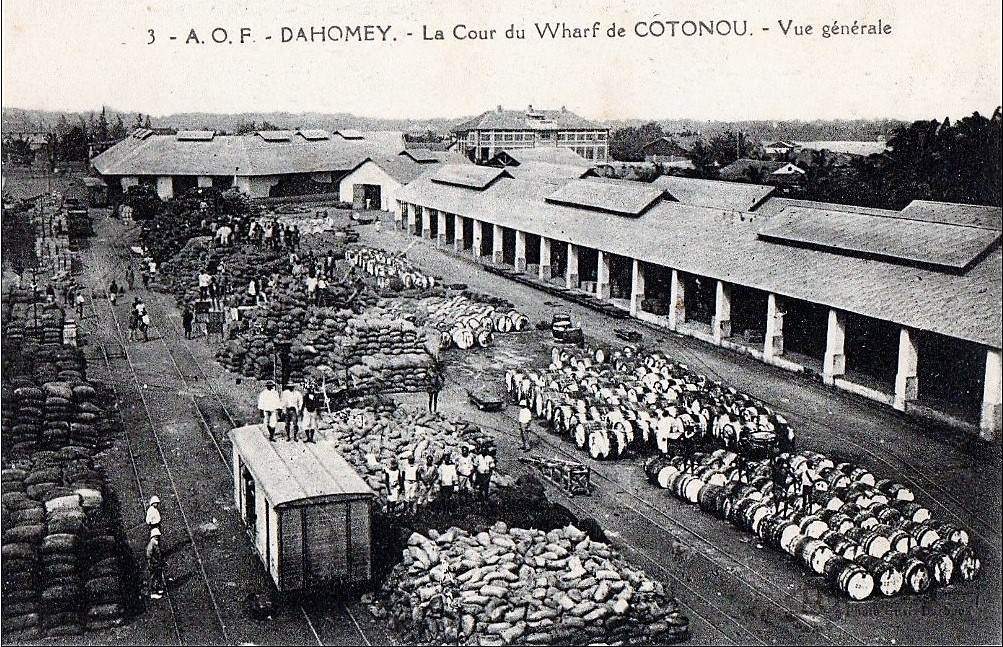
La cour du wharf de Cotonou vers 1910.

En 1893, il est administrateur de la société française du wharf de Cotonou, établissement français du golfe du Bénin en Afrique-Occidentale française au 62 rue Saint-Lazare dans le 9e arrondissement de Paris, société fondée en 1891 par l'ingénieur-explorateur Édouard Viard et les banquiers Raoul Oulif et Jean Tailhades.
Il sera aussi administrateur de la société minière de cuivre La Morena, constituée le 26 décembre 1890 à Bilbao pour exploiter des gisements situés sur le versant septentrional de la Sierra Morena en Espagne.

### Fin de vie
A la fin de sa vie, il est ruiné. 

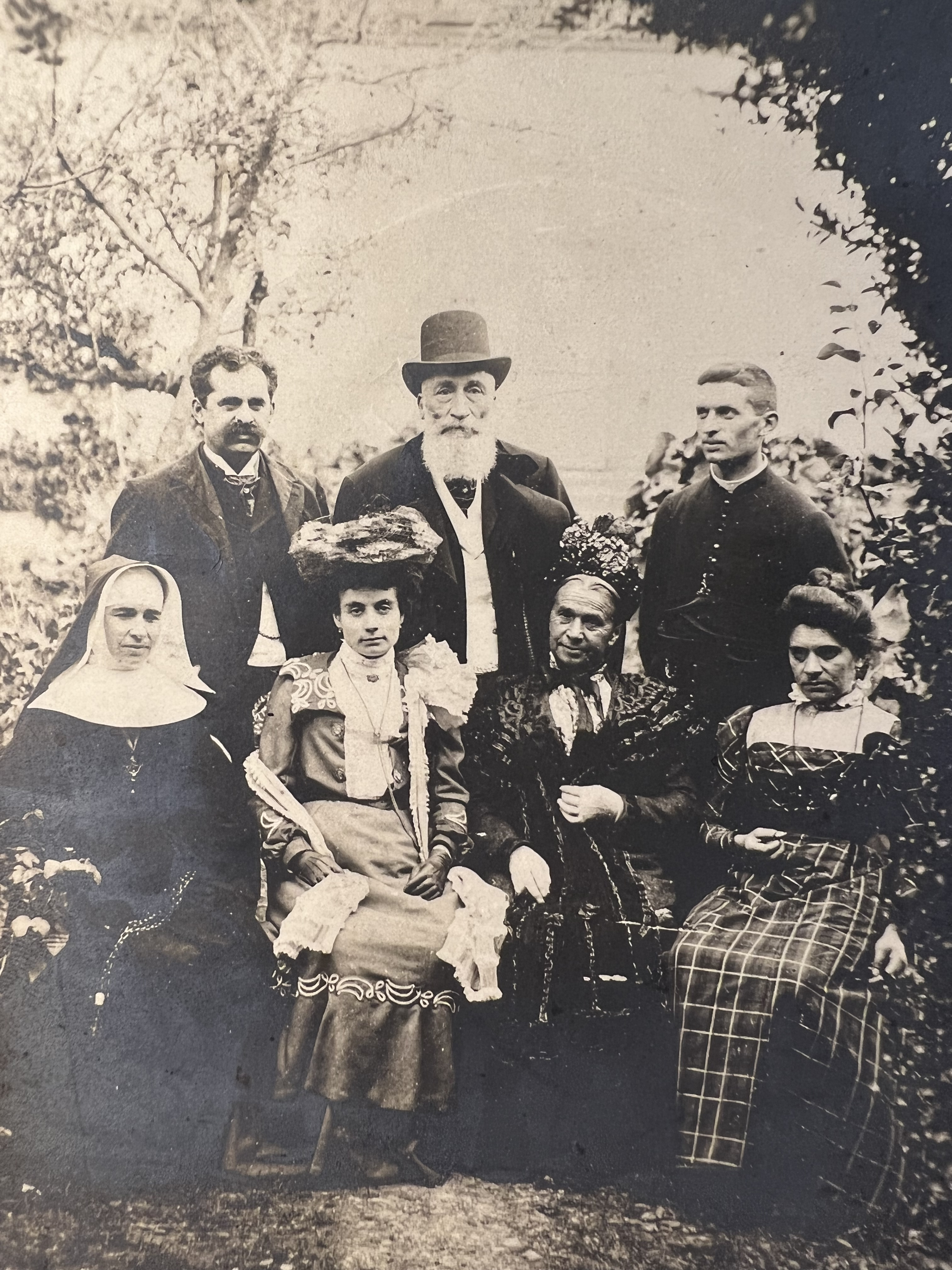
Anselme Bucher de Chauvigné (en haut au centre) chez les Malaquin

Un ami de longue date, Armand Malaquin, ingénieur-électricien, l'installe avec son valet de chambre dans sa maison de Meudon en reconnaissance de toute l'aide que Chauvigné a pu lui apporter dans son jeune âge.[réf. nécessaire]
Anselme Bucher de Chauvigné meurt le 22 août 1910 à Meudon. 
Il repose dans le caveau familial Malaquin, dans le cimetière des Longs Réages de Meudon.

## Sources
- Dictionnaire historique de Maine-et-Loire, Célestin Port, version révisée 1965.
- Les maires d'Angers, Lachèse, 1893-1899, tome III, page 15, Gontard du Launay.